# Fundamentos de Análise Económica
Fundamentos de Análise Económica (Foundations of Economic Analysis) é uma obra de Paul A. Samuelson publicada em 1947 (edição alargada em 1983) pela Harvard University Press. Procurou demonstrar uma estrutura matemática comum subjacente a vários ramos da ciência económica a partir de dois princípios básicos: o comportamento maximizador dos agentes económicos (como a utilidade pelos consumidores e o lucro pelas empresas) e a estabilidade do equilíbrio para os sistemas económicos (tais como os mercados ou as economias). Entre outras contribuições, avançou a teoria dos números índice e a economia social generalizada. A obra é especialmente conhecida por expressar e formalizar de forma irrefutável as versões qualitativa e quantitativa do método de estática comparativa, do cálculo de como uma mudança num dado parâmetro (digamos, uma mudança nas taxas de imposto) afeta um sistema económico. Uma das suas ideias-chave sobre a estática comparativa, o chamado princípio da correspondência, estabelece que a estabilidade do equilíbrio implica predições testáveis acerca de como o equilíbrio varia quando as variáveis são alteradas.

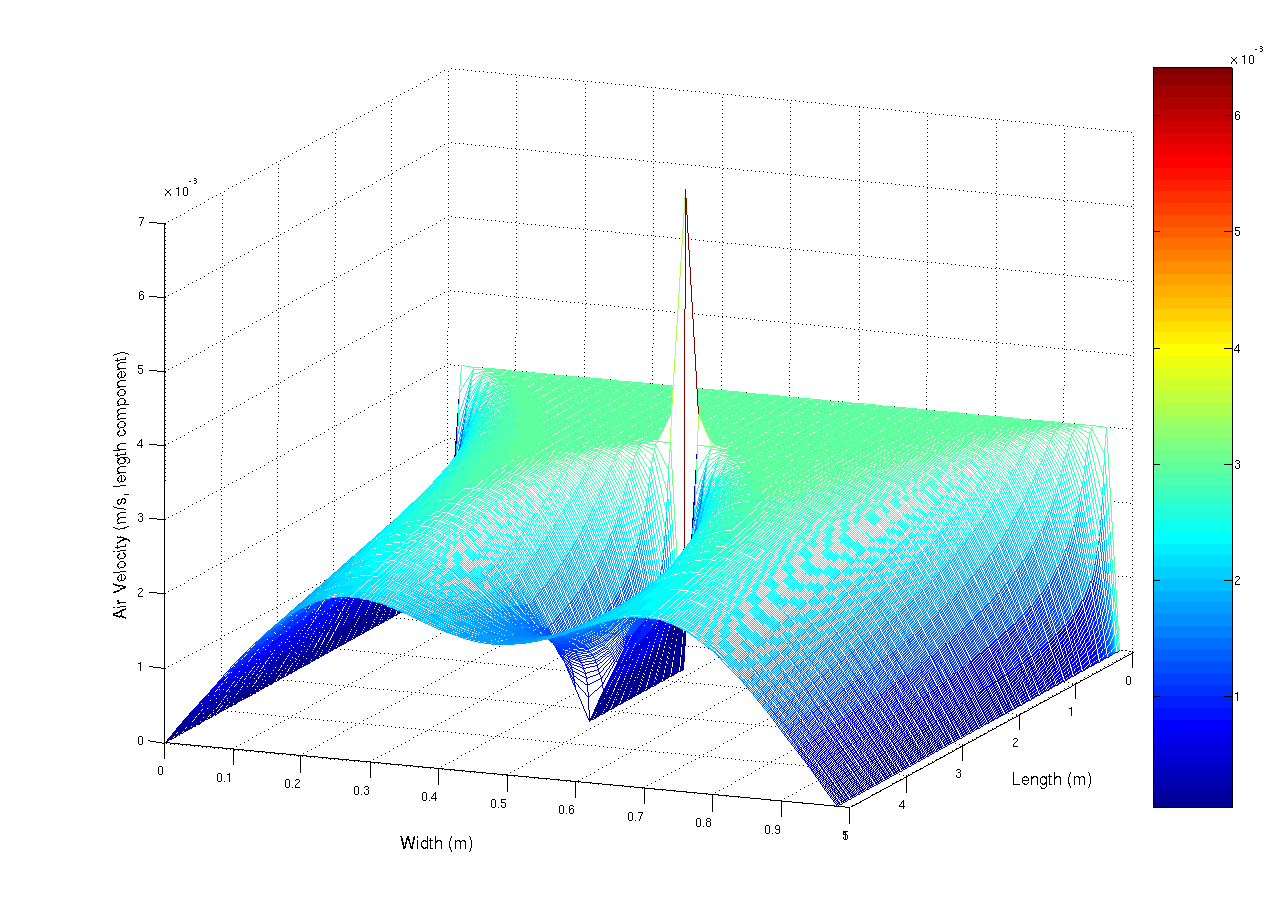
Representação de equações diferenciais

## Introdução
Na primeira página é citado o lema de J. Willard Gibbs: "A matemática é uma linguagem".
O livro começa do seguinte modo:
A existência de analogias entre os aspectos centrais de várias teorias implica a existência de uma teoria geral que está subjacente às teorias particulares e as unifica relativamente a esses aspectos centrais.  Este princípio fundamental de generalização pela abstração foi enunciado pelo eminente matemático norte-americano E. H. Moore há mais de trinta anos. É o propósito das páginas que se seguem extrair as respectivas consequências para a economia teórica e aplicada.
A sua outra finalidade declarada (p. 3) é mostrar como os “teoremas operacionalmente significativos” podem ser descritos com um pequeno número de “métodos análogos”. E alcançar assim, "uma teoria geral de teorias económicas" (1983, p. xxvi).

## Tópicos tratados
Entre os tópicos tratados (em termos de teoria) incluem-se os seguintes.
Parte I
- sistemas de equilíbrio (como a oferta e procura de um mercado ou economia)
- comportamento maximizador (como a maximização do lucro por uma empresa e da utilidade por um consumidor)

aumento do imposto sobre vendas sobre o equilíbrio de uma empresa
- Estática comparativa (variações dos preços e quantidades e de outras variáveis de equilíbrio quando as condições de base se alteram)
- custo e produção
- comportamento do consumidor
- transformações, elasticidades, bens compostos, números índice, e racionamento
- utilidade cardinal, constância da utilidade marginal do rendimento, e excedente do consumidor
- Economia do bem-estar

Parte II
- estabilidade dos sistemas de equilíbrio, dinâmicas (perturbações do equilíbrio), e estática comparativa

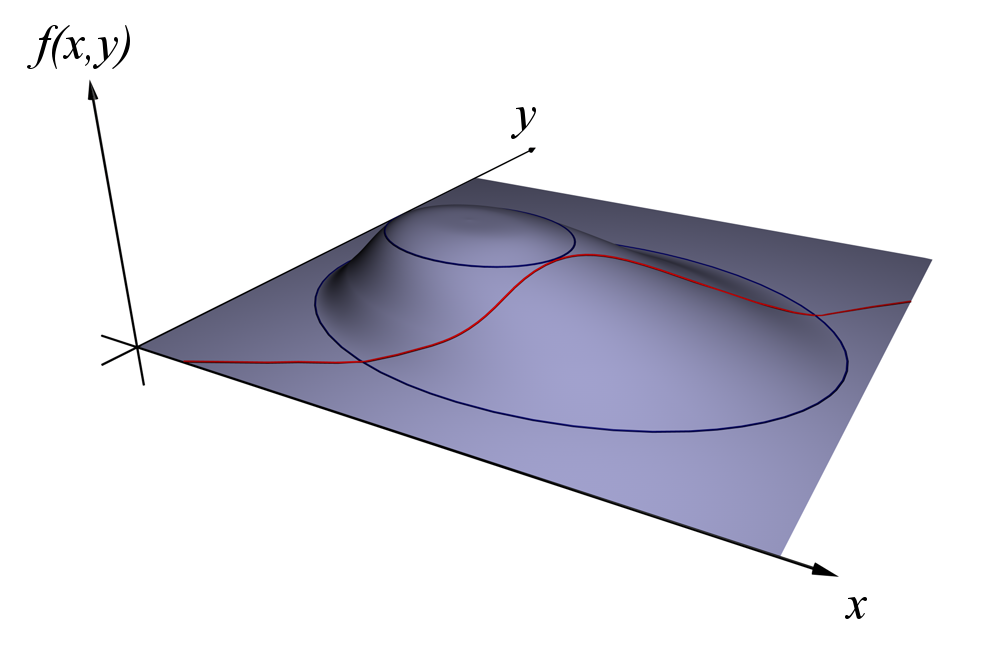
Representação de maximização de função sujeita a condição (a vermelho)

o sistema keynesiano
- sistemas lineares e não lineares

população malthusiana e óptima
- dinâmicas

do ciclo económico
modelos endógenos
teorias mistas exógenas-endógenas
sistemas mistos de um tipo linear-estocástico
- conclusões sobre a teoria neoclássica de Walras e indicações sobre o futuro do modelo de crescimento exógeno na dinâmica comparativa,  a estática-comparativa correspondente dos sistemas dinâmicos

## Métodos e análises
O Fundamentos de Samuelson demonstra que a análise económica beneficia com o uso da linguagem parcimoniosa e frutuosa da matemática. Na versão original, como dissertação apresentada ao prémio David A. Wells da Universidade de Harvard de 1941, teve como sub-título: "O Significado Observacional da Teoria Económica" ("The Observational Significance of Economic Theory") (p. ix).
Um tema unificador, sobre as semelhanças formais assinaláveis de análise em campos aparentemente diversos, ocorreu somente no decurso da escrita sobre eles — desde o comportamento do consumidor e a economia de produção da empresa ao comércio internacional, aos ciclos económicos e à análise do rendimento. Admirou-se o autor que lhe ocorria frequentemente "em usar essencialmente os mesmos teoremas". A sua falha de intuição inicial, como ele sugere, é menos surpreendente tendo em conta os poucos escritos económicos então existentes relativos à formulação de teoremas significativos – hipóteses acerca de dados empíricos — que poderiam concebivelmente ser refutados por dados empíricos. (pp. 3–5).
Samuelson (pp. 5, 21–24) encontra três fontes de teoremas significativos suficientes para esclarecer os seus propósitos:
- comportamento maximizador das unidades económicas (como a utilidade para um consumidor e o lucro para uma empresa)
- sistemas económicos (incluindo mercados e economias) em equilíbrio estável
- propriedades qualitativas entre duas ou mais variáveis, tais como uma suposta relação tecnológica ou lei psicológica (indexadas pelo sinal da relação funcional relevante).

Na Parte I conjetura-se que os teoremas com significado para as unidades económicas e para os seus respetivos agregados são quase todos deriváveis das condições gerais de equilíbrio. As condições de equilíbrio, por sua vez, podem ser expressadas como “condições de maximização”. Assim, os teoremas com significado reduzem-se a condições de maximização. O cálculo das relações constitui um elevado nível de abstração, mas com a vantagem de ter numerosas aplicações. Finalmente, a Parte I ilustra que há teoremas com significado em economia, que se aplicam a variados campos.
A Parte II concentra-se na agregação das unidades económicas para o equilíbrio do sistema. Mas as condições de simetria necessárias para a maximização direta do sistema, seja um mercado ou até mesmo o modelo mais simples do ciclo económico, falham, o que não acontece com uma unidade económica, ou do seu correspondente agregado.  O que pode ser hipoteticamente deduzido (ou rejeitado em alguns casos) é um equilíbrio estável do sistema (este é um equilíbrio do sistema tal que, se uma variável perturba o equilíbrio, o sistema converge de novo para o equilíbrio). A estabilidade do equilíbrio é proposto como a principal fonte de teoremas operacionalmente significantes para os sistemas económicos (p. 5).
As analogias com a física (e a biologia) são notáveis, tais como o Princípio de Le Chatelier e o Princípio da correspondência, mas elas recebem uma formulação e aplicação genéricas e não triviais.  Estas e outras construções matemáticas, como os Multiplicadores de Lagrange, recebem uma interpretação económica operacional.  A generalização do Princípio de Le Chatelier deu-se numa condição de máximo de equilíbrio: quando todas as incógnitas da função são independentemente variáveis, restrições auxiliares (deixando o equilíbrio inicial inalterado) reduzem a resposta à mudança de um parâmetro. Assim, as elasticidades da procura de factores de produção e da oferta de mercadorias são por hipótese menores no curto prazo do que no longo prazo por causa da restrição dos custos fixos no curto prazo.  No decurso da análise, a Estática comparativa, ou seja, alterações no equilíbrio do sistema que resultam de variações de um parâmetro do sistema, é formalizada e apresentada de forma mais clara (Kehoe, 1987, p. 517).  Pelo princípio da correspondência a estabilidade de equilíbrio de um sistema (como um mercado ou uma economia) implica teoremas com significado em estática comparativa. Alternativamente, a hipótese de estabilidade impõe restrições de direção ao movimento do sistema (Samuelson, pp. 258, 5). A correspondência é entre a estática comparativa e a dinâmica implicada pela estabilidade do equilíbrio.
| O ponto de partida da análise é o postulado do comportamento maximizador. A ideia não é (ou não só) que todos têm de maximizar(Fischer, 1987, p. 235), mesmo que seja assim. Em vez disso, condições (derivadas) de equilíbrio no máximo de primeira ordem, e em particular de ordem superior, implicam relações comportamentais locais (Samuelson, p. 16). A estabilidade do equilíbrio com outras restrições qualitativas hipotéticas suficientes, em seguida, gera hipóteses testáveis (pp. 16, 28–29). Mesmo onde não há nenhum contexto para um comportamento intencional de maximização, a redução a um problema de maximização pode ser um dispositivo conveniente para desenvolver propriedades do equilíbrio, do que, no entanto, não se garante “um significado de bem-estar teleológico ou normativo.” (pp. 52–53). |

O Capítulo VIII sobre a economia do bem-estar é descrito como uma tentativa "de fazer um breve, mas suficientemente completo levantamento de todo o conjunto da economia do bem-estar" (p. 252). Samuelson faz isto em 51 páginas, incluindo a exposição do que ficou conhecido como a  função de bem-estar social de Bergson-Samuelson. Os teoremas deduzidos na economia do bem-estar, observa Samuelson, são implicações dedutivas de pressupostos que não são refutáveis, portanto não significativos em certo sentido. Além disso, a função de bem-estar social pode representar qualquer índice (cardinal ou não) das medidas económicas de qualquer sistema de crenças éticas logicamente possível a que se exija ordenar quaisquer configurações sociais (hipoteticamente) viáveis como "melhor do que", "pior do que" ou "indiferente a" uns em relação aos outros. (p. 221).Isso também elucida definitivamente a noção de óptimo de Pareto e o "germe de verdade da doutrina da mão invisível de Adam Smith" (Samuelson, 1983, p. xxiv; Fischer, 1987, p. 236).
As páginas finais da obra (pp. 354–55) indicam possíveis direções que os métodos analíticos podem tomar, incluindo por exemplo modelos que mostrem como:
- O  financiamento do deficit poderia produzir efeitos positivos no curto prazo na economia que são dissolvidos por efeitos adversos de longo prazo na acumulação de capital (seriamente considerado mais tarde como efeito de evicção (crowding out)
- Reduções na mortalidade de idade específica afetam a  taxa de reprodução líquida (cujas implicações para o crescimento populacional são menos abstratas do que podem parecer à primeira vista).

Samuelson termina manifestando esperança no futuro uso da dinâmica comparativa para:
ajudar no ataque a problemas diversos – desde o comportamento trivial de um único produto de pequena importância, às flutuações de componentes importantes do ciclo económico e até mesmo aos majestosos problemas do desenvolvimento económico.

## Apêndices
A obra tem dois apêndices matemáticos que totalizam 83 páginas. O primeiro reúne e desenvolve "muito brevemente" e "sem esforço por rigor" resultados sobre condições de maximização e formas quadráticas usadas no livro e não devidamente coligidos noutro lugar (p. 389). O outro apêndice é sobre equações de diferença ("para o economista dinâmico") e outras equações funcionais..

## Edição alargada
A edição alargada de 1983 inclui uma "Introdução" adicional de 12 páginas e um novo apêndice de 145 páginas com alguns desenvolvimentos post-1947 em economia analítica, incluindo a forma como as conclusões do livro foram afetadas por esses desenvolvimentos.

## Edições em português
Fundamentos da Análise Econômica, Nova Cultural, São Paulo, 1988

## Avaliação da obra
- Kenneth Arrow (1983) Descreve Fundamentos como "o único exemplo que conheço de uma tese de doutoramento que é um tratado, talvez deva dizer de um tratado que tem tanta originalidade em cada uma das suas partes que tem o direito de ser aceite como uma tese."[4]
- Richard N. Cooper (1997) escreve que o livro "redirecionou o estudo avançado de economia no sentido de um maior e mais produtivo uso da matemática."[5]
- Segundo Kotaro Suzumura (1987), não obstante a importante obra de Arrow sobre o assunto, Escolha Social e Valores Individuais, a função de bem-estar social de Bergson-Samuelson é "logicamente impecável".[6]
- A citação do Prémio Nobel aplica-se a Foundations: "pelo trabalho científico através do qual [Samuelson] desenvolveu a teoria económica estática e dinâmica e ativamente contribuiu para elevar o nível da análise na ciência económica."

## Nota
- Este artigo foi inicialmente traduzido, total ou parcialmente, do artigo da Wikipédia em inglês cujo título é «Foundations of Economic Analysis».